# György Lázár
György Lázár (Isaszeg, 15 settembre 1924 – Budapest, 2 ottobre 2014) è stato un politico ungherese, che ha ricoperto la carica di primo ministro dal 1975 al 1987.